# Jacquetta Hawkes
Jacquetta Hawkes (ur. 5 sierpnia 1910, zm. 18 marca 1996) – brytyjska archeolog i pisarka.

## Życiorys
Jacquetta urodziła się 5 sierpnia 1910 roku w Cambridgeie jako trzecie, najmłodsze dziecko małżeństwa Fredericka Gowland Hopkinsa, biochemika, laurelata Nagrody Nobla w dziedzinie fizjologii lub medycyny i Jessie Ann z domu Stevens. W 1929 roku została pierwszą studentką kierunku archeologii i antropologii na Uniwersytecie Cambridge. Rok później podczas wykopalisk na stanowisku z czasów Cesarstwa Rzymskiego w pobliżu Colchester poznała swojego pierwszego męża Christophera Hawkesa, uznanego już wówczas archeologa. Kolejne znaczące wykopaliska w których brała udział
były w jaskiniach góry Karmel w Izraelu, gdzie pracowała z Dorothy Garrod. W 1943 roku wraz z mężem napisała pierwszą książkę Prehistoric Britain. Po roku 1943 Jacquetta zaangażowała się w działalność społeczną i na konferencji w Meksyku poznała Johna Priestleya. W 1953 roku po uzyskaniu rozwodu poślubiła Johna i zamieszkała w Londynie skupiając się na pisarstwie.
Zmarła 18 marca 1996 roku w Cheltenham i została skremowana w Warwickshire.

## Wybrane utwory
- Prehistoric Britain, razem z Christopherem Hawkes (1943)
- Symbols and Speculations (1949)
- A Land (1951)
- A Dragon's Mouth, razem z Johnem Priestleyem (1952)
- Journey Down a Rainbow, razem z Johnem Priestleyem (1955)